# Camponotus polynesicus
Camponotus polynesicus är en myrart som beskrevs av Carlo Emery 1896. Camponotus polynesicus ingår i släktet hästmyror, och familjen myror. Inga underarter finns listade.